# Råmjölk

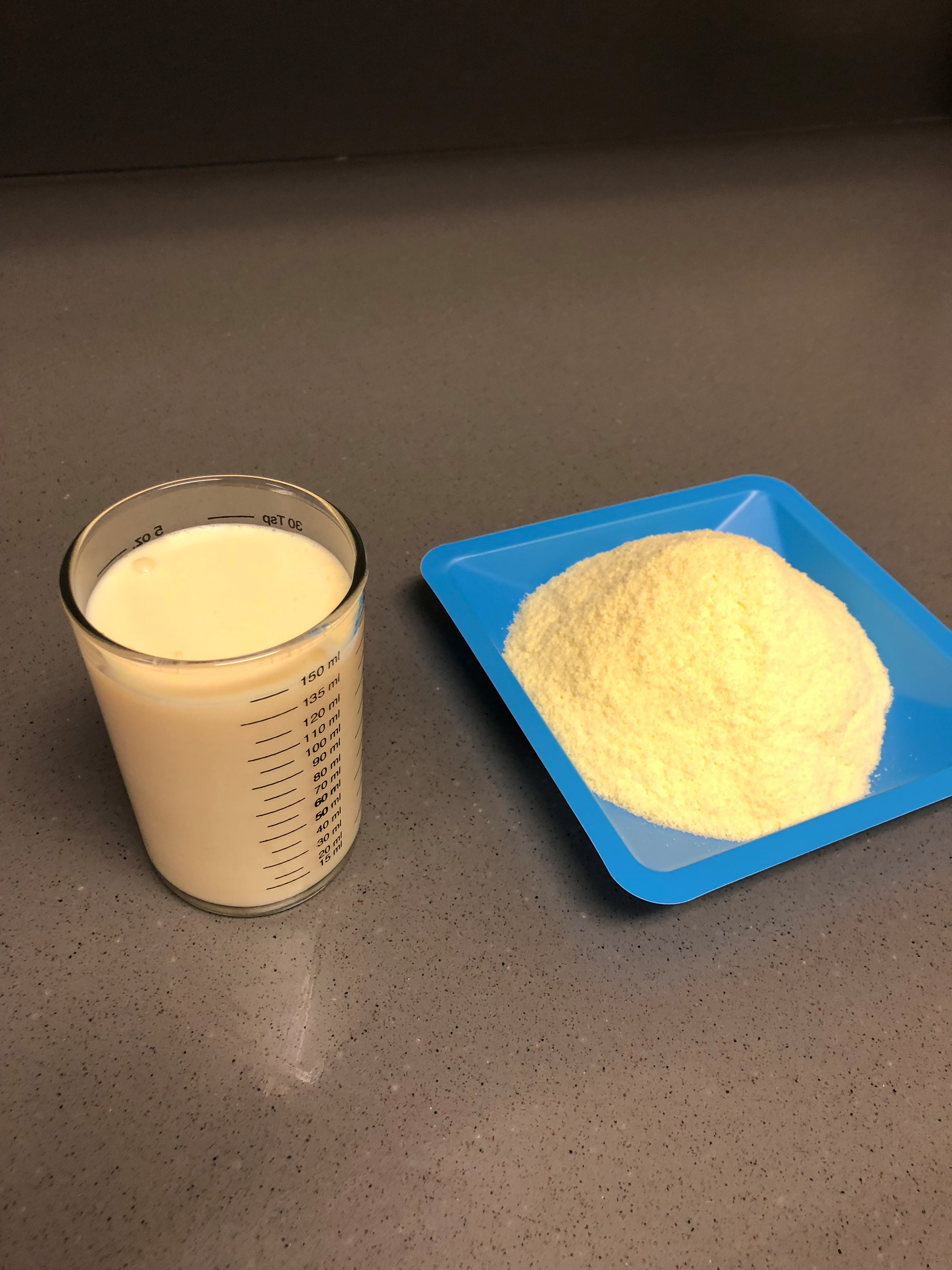
Råmjölk från ko och torkad råmjölk.

Råmjölk eller kolostrum är den mjölk som däggdjur producerar de första dagarna efter en förlossning. Råmjölk har en annorlunda sammansättning än den vanliga mjölken som kommer senare. Framför allt har den en högre halt av proteiner och vissa mineralämnen. Den högre proteinhalten gör att mjölken stelnar, koagulerar, vid upphettning, något som utnyttjas i maträtten kalvdans. Råmjölk går inte att handla över disk. Den som lyckas få tag i råmjölk kan dock köpa mer än dagsbehovet eftersom den går utmärkt att frysa utan förändrade egenskaper, till skillnad från vanlig mjölk.
Kolostrum hos människor bildas från ungefär mitten av graviditeten och fram till cirka en vecka efter förlossning. Den innehåller 3 till 8 gånger mer protein och mineraler samt A- och E-vitamin, än vad den senare bröstmjölken gör, men har lägre halt av fett och laktos. I kolostrum finns det även högre halter av infektionshämmande proteiner än i mogen mjölk. Den innehåller även mer tillväxtfaktorer och hormoner. Efter kolostrum bildas så kallad övergångsmjölk innan modersmjölken har nått sin fulla mognad, cirka 3 veckor efter förlossningen. Flest immunglobuliner i råmjölken finns när man om man mjölkar/diar/ammar direkt efter förlossning.